# آرمنیا (ویسکانسین)
آرمنیا (به انگلیسی: Armenia) یک شهر در ایالات متحده آمریکا است که در شهرستان جونو، ویسکانسین واقع شده‌است. آرمنیا ۲۰۱.۲ کیلومتر مربع مساحت و ۷۰۷ نفر جمعیت دارد و ۲۸۸ متر بالاتر از سطح دریا واقع شده‌است.